# Longbow Games
Longbow Games ist ein Entwickler von Computerspielen mit Sitz in Toronto.

## Geschichte
Longbow Games wurde 1998 als Longbow Digital Arts Inc. von der Familie McNally in Toronto, Kanada gegründet. Gründungsmitgesellschafter waren Seumas McNally, Jim McNally, Philippe McNally und Wendy McNally. Am 21. März 2000 starb der Gründer und Geschäftsführer Seumas McNally nach dreijähriger Krankheit am Hodgkin-Lymphom. Das Independent Games Festival benannte seinen Großen Preis zu Ehren Seumas McNallys.
Seitdem wurde das Unternehmen von den restlichen Familienmitgliedern weitergeführt. 2014 übernahm der bisherige Chefentwickler Rob McConnel die Unternehmensführung. In 2012 hatte das Unternehmen 7 Angestellte (und einen Praktikanten), weitere Tätigkeiten wurden an externe Subunternehmen vergeben.

## Projektansatz
Da Longbow unabhängig von großen Softwareverlagen („Publisher“) ist, gingen die Projekte vor allem aus den persönlichen Interessen der Eigentümerfamilie hervor. Beispielsweise wurde das Entwicklungsprojekt Hegemony: Philip of Macedon von Jim McNally angestoßen, der sich zunehmend für Philip interessierte, während er über Alexander den Großen recherchierte und entdeckte, dass es tatsächlich Philip war, der die Truppentypen, Taktiken und Infrastruktur eingeführt hatte, die Alexanders Feldzug gegen das Persische Reich erst ermöglichten. Zurückblickend scheint es, dass Longbows ersten Arkade-Spiele tatsächlich nur die ersten Schritte Richtung der tiefgründigen Echtzeit-Strategiespiele der Hegemony-Reihe waren.

## Finanzierung
Die Finanzierung des Unternehmens war stets ein Engpass, zumal die Unabhängigkeit von einem Softwareverlag bedeutete, finanziell auf eigenen Beinen stehen zu müssen. Zuerst versuchte Longbow die eigenen Produkte selbst online zu verkaufen (was später jedoch aufgegeben wurde). Außerdem erhielt Longbow Forschungs- und Entwicklungsförderung durch die kanadische Regierung, da die Spiel-Engine bspw. für Hegemony von Grund auf neu entwickelt wurde. Eine kanadische Export-Agentur ermöglichte es Longbow ihre Spiele auf Computerspiel-Messen zu präsentieren.
Um größere, komplexere Projekte zu finanzieren, wendete Longbow sich schließlich jedoch anderen Ansätzen zu. Für den Titel Hegemony Rome: The Rise of Caesar, nahm Longbow 2013/14 am Steam Early Access Programm teil um einerseits eine Vorfinanzierung zu bekommen und andererseits Spielermeinungen frühzeitig in die Entwicklung einfließen zu lassen. In 2014/15 startete Longbow eine Kickstarter-Kampagne um Direktfinanzierung von Spielern für den nächsten Strategie-Titel Hegemony III: Clash of the Ancients zu erhalten, erhielt aber nur einen Bruchteil des angepeilten Ziels von $30.000 CAD.

## Produkte
- DX-Ball und Nachfolger, ein Arcade-Spiel, das erstmals 1998 erschien
- Tread Marks, ein Panzerkampf- und -Rennspiel, das 2000 erschien
- Hegemony, eine Strategiespielreihe, die 2010 aufgelegt wurde
- Golem, ein Fantasy-Plattformspiel, das 2018 erschien